# دستبردهای فکری افراد شناخته‌شده اهل ایران
دستبرد فکری یا دزدی علمی به معنی رونویسی کارها یا ایده‌های دیگران و انتساب آن‌ها به خود است. این مقاله به دستبردهای فکری اثبات شده یا ادعا شده در رسانه‌ها که توسط افراد شناخته شدهٔ اهل ایران انجام شده‌است می‌پردازد. ترتیب اسامی بر اساس زمان انتشار اولین اثر حاوی دستبرد فکری شخص خواهد بود.

## معصومه ابتکار
در سال ۱۳۸۷ مقاله علمی چاپ شده معصومه ابتکار معاون رئیس‌جمهور و رئیس سازمان حفاظت از محیط زیست در دوران محمد خاتمی در مجله Iran Journal Allergy Asthma Immunol توسط محققان پروژه کشف دستبرد علمی دژاووی دانشگاه تکزاس آمریکا با این عنوان که ۸۵٪ آن مشابه مقالات دیگر علمی است یک مقاله تقلیدی شناخته شد.
ابتکار طی نامه‌ای خطاب به محققان پروژه دژاوو اتهامات وارده را رد کرد: «آن طور که قبلاً در پاسخ به دو ژورنال و مؤلفان اعلام کردم دو یا سه پاراگراف و یک جدول از مقاله رایدل بدون ذکر منابع درج شده که این یک اشتباه بوده و از بابت آن عذرخواهی کردم» وی با وجود اینکه خود تنها نویسنده مقاله‌است، خطای صورت گرفته را به دانشجویی نسبت داد که در تدوین مقاله با وی همکاری نموده بود. وی همچنین این مقاله را مروری دانست.
نشریه نیچر در یکی از شماره‌های بعدی خود گزارشی از بازتاب این حادثه در ایران به چاپ رساند که در آن یکی از نویسندگان مقاله اصلی اعلام کرده‌است از توضیحات ابتکار قانع نشده‌است و گفته‌است: «مقاله کپی واقعی از کارهای دیگران است و حتی غلط‌های نگارشی نیز کپی شده‌است.» محمداسلامی سردبیر این ژورنال ایرانی در مصاحبه با نیچر اعلام کرد مقاله مذکور پس فرستاده خواهد شد و همچنین در سرمقاله‌ای بر سیاستش در برابر کپی برداری تأکید خواهد کرد.
اما وزارت علوم، تحقیقات و فناوری گفت که این موضوع «در پی پیگیری» به عنوان یک تقلب به اثبات نرسید.

## علی اکبر محرابیان و محمود احمدی‌نژاد
در سال ۱۳۸۲ فردی به نام فرزاد سلیمی جهت دریافت کمک مالی و اجرایی شدن، طرحی را به شهرداری تهران ارائه نمود که در آن ایجاد یک اتاق امن در هر خانه به منظور پناه بردن ساکنان خانه در زمان زلزله احتمالی تدوین شده بود. وی این اختراع را رسماً به ثبت رسانید و جایزه جشنواره مطبوعات را نیز به خاطر ارائه آن از آن خود نمود. شهرداری تهران با ارسال یک تقدیرنامه از پذیرش این طرح خودداری نمود.
در اسفند ۱۳۸۳ در روزنامه همشهری خبری درج شد به این مضمون که اتاق امن توسط کارشناسان شهرداری تهران اختراع شده‌است و پس از آن بیلبوردهای تبلیغاتی مربوط به آن در سطح شهر نصب شدند. اختراع اتاق امن توسط علی اکبر محرابیان وزیر صنایع کابینه محمود احمدی‌نژاد به همراه یک استادیار دانشگاه تربیت دبیر شهید رجایی ثبت و سپس کتابی در معرفی آن توسط انتشارات دانشگاه علم و صنعت ایران منتشر گردید. نویسندگان این کتاب دو ثبت‌کننده اختراع به همراه محمود احمدی‌نژاد رئیس‌جمهوری ایران بودند.
در سال ۱۳۸۸ دادگاه تجدید نظر پس از بررسی دو اختراع ثبت شده به موجب حکمی قطعی، اختراع دوم را فاقد هرگونه نوآوری نسبت به اختراع فرزاد سلیمی دانست و ثبت آن را باطل نمود. این حکم در کمتر از بیست روز به دلیل مغایرت با شرع و اصول فقه توسط دادستانی تهران باطل گردید و مخترع اولیه به دلیل توهین به مسئولان نظام تحت تعقیب قرار گرفت.

## کامران دانشجو
در سال ۱۳۸۸ مشخص شد که کامران دانشجو وزیر علوم ایران در سال ۲۰۰۷ به همراه یک دانشجوی دکترا مقاله‌ای با عنوان
Analysis of critical ricochet angle using two space discretization methods
برای مجله Engineering with Computers ارسال نموده و این مقاله در سال ۲۰۰۸ توسط این نشریه به چاپ رسیده‌است که بسیاری از بخش‌ها و تصاویر آن کلمه به کلمه کپی‌برداری از مقالهٔ دو دانشمند کره‌ای است که با عنوان
Ricochet of a tungsten heavy alloy long-rod projectile from deformable steel plates
در سال ۲۰۰۲ در مجله Journal of Physics D: Applied Physics به چاپ رسیده‌است.
همچنین بخش‌های دیگر این مقاله کپی‌برداری از مقاله‌ای است که در سال ۲۰۰۳ در یک کنفرانس ارائه شده‌است.
مقاله‌ای تقریباً با همین مضمون در سه جای مختلف Journal of Mechanical Science and Technology و Taiwanese Journal of Mechanics و Iranian journal Mechanical & Aerospace Engineering Journal
توسط این نویسندگان به چاپ رسیده‌است.
هر سه ژورنال علمی مقالات وی را بعد از چاپ پس فرستادند. سرویراستارJournal of Mechanical Science and Technology گفت «ما به این نتیجه رسیده‌ایم که نیمی از این مقاله کپی برداری شده از مقاله دیگری است.» Journal of Mechanics هم گفت «نتیجه بررسی‌ها نشان می‌دهد که این مقاله تقلبی است»
همچنین مقاله‌ای دیگر در سال ۲۰۰۹ از همین نویسندگان در ژورنال تایوانی مکانیک به چاپ رسیده‌است که از مقاله دو دانشمند آمریکایی در Journal of Impact Engineering که در سال ۲۰۰۶ منتشر شده، کپی برداری شده‌است.

پروفسور گرجی، متخصص مغز و اعصاب در این باره تصریح کرد کامران دانشجو توسط جامعه دانشگاهی ایران انتخاب نشده و توسط آنان نیز حمایت نمی‌شود وی همچنین گفت:
این اتفاق برای جامعه دانشگاهی ایران تلخ است و یک افتضاح به حساب می‌آید. من به جامعه علمی جهان اطمینان می‌دهم که دانشمندان ایرانی درستکار و با اخلاق هستند و همگی از این عمل ابلهانه رنجیده خاطر گردیده‌اند.

## حمید بهبهانی
در یکی از مقالات حمید بهبهانی، وزیر راه و نیز استاد راهنمای تز محمود احمدی‌نژاد، کپی برداری از سه مقاله مختلف به‌طور هم‌زمان دیده شده‌است.
بین جیانگ پژوهشگر دانشگاه یوله سوئد در این باره گفت: «دو مقاله من عیناً کپی برداری شده‌اند. این کار ظالمانه‌است.» ژورنال منتشرکننده مقاله رسماً این مقاله را پس فرستاد و به دلیل انتشار مقاله‌ای که ۶۲درصد از محتوای آن از جای دیگری کپی شده بود رسماً عذرخواهی کرد.
در همین حال بهبهانی تعریف جدیدی از دستبرد فکری ارائه داد: «مقاله‌ای دزدی اطلاق می‌شود که کل مقاله با تغییر نام مصادره به مطلوب گردد؛ ولی سایت محترم فقط به‌کارگیری قسمت‌هایی از مقاله اشاره کرده‌است»
یکی از منتقدان وی در همین رابطه گفت انگار آقای بهبهانی تا به حال در دانشگاه حضور نداشته‌اند. تعریف آقای بهبهانی، وزیر محترم راه و ترابری، با تعریف رایجی که از دزدی علمی وجود دارد به‌طور خیره‌کنندگی تفاوت دارد. وی همچنین مدعی شد تاکنون بیش از ۵۰۰ مقاله علمی منتشر کرده‌است.
در رزومه وی در دانشگاه علم و صنعت فهرست ۷۶ مقاله علمی وجود دارد و در پایگاه جستجوی مقالات علمی جهان ۴ مقاله علمی از وی به چشم می‌خورد که مقاله مورد اشاره در این تقلب یکی از آنهاست و دو مقاله دیگر نیز به همراه حسن زیاری منتشر شده‌اند و در قسمت بعد مورد بررسی قرار گرفته‌اند.

## حسن زیاری
حسن زیاری رئیس دانشگاه پیام نور و معاون سابق وزیر راه مقاله‌ای به‌طور مشترک با حمید بهبهانی و یک دانشجو تحت عنوان مقاومت آسفالت منتشر نموده‌اند. بخش‌های عمده‌ای از این مقاله از مقاله دانشمندان پاکستانی سرقت شده‌است. این دو نفر همچنین دو مقاله دیگر با یک دانشجوی دیگر منتشر نموده‌اند که آن‌ها هم به همین ترتیب کپی شده‌اند.

## حسن ظهور
آکادمی علوم آمریکا اعلام کرد که یک فصل از کتاب مجموعه مقالات این مرکز را که توسط حسن ظهور دبیر فرهنگستان علوم جمهوری اسلامی ایران و تحت عنوان «تأثیر اخلاقی پیشبرد علوم» در سال ۲۰۰۳ نوشته سده بود، به دلیل سرقت حذف کرده‌است. ظهور در این باره می‌گوید که خود فقط پیش‌نویس مقاله را تهیه کرده و بقیه کار را اعضای دفترش انجام داده‌اند. حسن ظهور همچنین تأیید کرده‌است که غفلت از این خطا دلیل کافی برای تبری نیست و وی قصد دارد به نویسنده مقاله مرجع نامه عذرخواهی بنویسد.

## علیرضا علی‌احمدی
علیرضا علی‌احمدی وزیر سابق آموزش و پرورش مقاله‌ای منتشر نموده که در آن تردیدهایی وجود دارد و ظاهراً بخش‌هایی از این مقاله از سه مقاله علمی دیگر برداشت شده‌است. به گفته میکا اویالا، از دانشگاه تامپره در فنلاند و مؤلف یکی از این مقالات، این موضوع نمی‌تواند اتفاقی باشد.

## بررسی آلودگی محیط زیست در تبریز
محمدعلی کی‌نژاد عضو شورای عالی انقلاب فرهنگی به همراه اسماعیل فاتحی‌فر استاد محیط زیست دانشگاه سهند تبریز به همراه یک دانشجوی دکترا مقاله‌ای منتشر کرده‌اند که در آن جهت بررسی آلودگی محیط زیست در تبریز آمارهای به‌دست آمده در مقاله‌ای دیگر که مربوط به کشور مجارستان است کپی برداری شده‌اند.
استادان در این مورد نیز تقصیر را متوجه دانشجو دانسته و اعلام کرده‌اند از ادامه تحصیل وی جلوگیری خواهد شد. این در حالی است که تمام نویسندگان مسئول مقاله هستند و نویسنده اول که رهبر تحقیقات است، دانشجو نیست.

## فرج‌الله سلحشور
فرج‌الله سلحشور در ۱۵ فرودین ۱۳۸۹ در شعبه ویژه رسیدگی به جرایم کارکنان دولت به جرم سرقت ادبی از طریق رونویسی فیلم‌نامه سریال یوسف پیامبر از مجموعه کتاب و فیلم‌نامه دوجلدی «یوسف صدیق» اثر شهاب‌الدین طاهری به ۳ سال حبس و پرداخت جریمه ۱٫۵ میلیارد تومانی محکوم شد.

البته سلحشور خبر محکومیتش را تکذیب کرد و گفت:
... من فکر می‌کنم این دوستان پول گرفته‌اند تا خبرهای دروغ را همه‌جا منعکس و بدون اجازه منتشر کنند… ایشان یعنی عباس بابویهی ریاست هیئت کارشناسی پرونده شکایت شهاب الدین طاهری را اکثر دوستان در سینما می‌شناسند. حتی یک اثر قابل دفاع ندارند؛ لذا وی نمی‌تواند این هیئت را کارشناسی کند. البته در انتها دادگاه حکم برائت وی را صادر نمود.

## حسن روحانی
در سال ۹۲، به گفته بهداد مرشدی، شبیه بودن جملات رساله دکترای حسن روحانی به متن یک کتاب به نویسندگی محمد هاشم کمالی، نویسنده افغان، باعث شد که جهت درخواست ملغی نمودن مدرک روحانی توسط دانشگاه، امضا جمع‌آوری شود. چارلز مک گی، سخنگوی دانشگاه کلدونین گلاسکو اعلام نمود که درخواست مشابهی را از طرف یک فعال در آمریکا دریافت نموده‌است.
پروفسور سید حسن امین، استاد سابق دانشگاه کلدونین گلاسکو –که استاد حسن روحانی بوده‌است– در مصاحبه‌ای با بی‌بی‌سی فارسی در پاسخ به سؤال خبرنگاری که پرسید «در اینترنت گفته شده بخش‌هایی از پروپزال آقای روحانی از روی نوشتهٔ دیگری کپی شده»، پاسخ داد:
«قطعاً این مسله دروغ است که پروپزال ایشان از روی نوشتهٔ دیگری کپی شده‌باشد و من چنین چیزی اصلاً نشنیده‌ام؛ برای اینکه این به‌نوعی نتیجه و حاصل پروپزال ارائه‌شده به‌وسیلهٔ ایشان بود با تغییرات وسیعی که من در چند نوبت انجام دادم تا مقبول کمیسیون تحقیقات عالی دانشگاه قرار بگیرد».
در سال ۹۶، هم‌زمان با انتخابات ریاست جمهوری ایران، این موضوع دوباره توسط رسانه‌ها مطرح شد. آیت‌الله کلانتری، دانشیار دانشگاه شیراز و نماینده فارس در مجلس خبرگان رهبری، نیز مدعی شد که بخش‌هایی از رساله روحانی از کتاب وی کپی برداری شده‌است. وزیر علوم، محمد فرهادی، این موضوع را تکذیب نمود. کلانتری نیز در پاسخ به واکنش وزیر علوم، اظهار تاسف نمود و این اقدام فرهادی را عجولانه خواند. کلانتری مدعی شد که «بر اساس تحقیقات گسترده و بر پایه اظهار نظر کارشناسان» بیش از هفتاد درصد فصل چهارم رساله دکترای روحانی، بدون ارجاع دادن به آن، از روی کتاب وی تحت عنوان «حکم ثانوی در تشریع اسلامی» کپی برداری شده‌است. به گفته کیوان ابراهیمی، دانشجوی دکترای دانشگاه آیوا بیشتر قسمت‌های رساله روحانی از آثار کلانتری، ضیاءالدین سردار، نوئل کالسون، حمید عنایت، وائل حلاق، سید ابوالاعلی مودودی، پاتریک بنرمن، هاشم کمالی، ویلیام مونتگومری کپی برداری شده‌است.

## محمود خاتمی
در تاریخ ۵ نوامبر ۲۰۱۴، مطلبی از سوی کاربری مهمان در تارنمای دیلی‌نوس منتشر شد که در آن ادعا شده بود محمود خاتمی در برخی از آثار انگلیسی خود مرتکب دستبرد فکری گسترده شده‌است. در پی این ادعا، مجله ارگانون اف – که یکی از مقالات محمود خاتمی را در سال ۲۰۰۳ منتشر کرده بود – رسماً در وب‌سایت خود اعلام کرد که محمود خاتمی در این مقاله مرتکب سرقت علمی شده‌است؛ طبق اعلام این مجله، مقالهٔ خاتمی تقریباً رونوشت واژه به واژه‌ای از مقالهٔ اندرو کارپنتر است که انتشارات راتلج آن را ضمن مجموعه‌ای از مقالات منتشر کرده بود. این مجله سپس مقالهٔ خاتمی را با توضیحی دربارهٔ کلاهبرداری علمی او از تارنمای خود برداشت.
در فوریهٔ ۲۰۱۵ یکی دیگر از مقالاتی که به نام وی منتشر شده بود همراه با توضیحاتی از سردبیر از وبگاه آن مجله حذف شد.
در تاریخ ۱۰ آذر ۱۳۹۳، دانشگاه تهران در بیانه‌ای بدون نام بردن از خاتمی، خبر از تشکیل کمیته‌ای از برجسته‌ترین استادان این دانشگاه برای بررسی موضوع سرقت علمی «یکی از اعضاء هیئت علمی دانشگاه» داد.